# شلل إيرب
شَلَلُ إيرب-دوشين أو الحَثَلُ العَضَلِيُّ الضَخامِيّ الكاذِب  (بالإنجليزية:Erb-Duchenne paralysis) ،هو شَلل عَصبي يَحدث في الجُزء العُلوي من الضَفيرة العَضُدية وخاصة في الجَذر العَصبي رَقم (C5,C6).
- يحدث الشلل غالباً في العضلة الدّالية وشلل في عضلات التقريب والدوران الإنسي وبعض عضلات اليد.
- المشاهدة السريرية:
يكون الطرف العلوي بحالة تقريب ودوران إنسي وتكون اليد متجهة إلى الخلف وتسمّى هذه الوضعيّة (وضعية النادل الّذي ينتظر البخشيش).

## السَبب
1. عُسر الوِلادة (Dystocia).
2. زِيادة الزاوية بين الرَأس وَ الكَتف.

## الأعراض
يَظهر شَلَلُ ايرب بِشكل واضح ونموذجي عندما يَكون الطِفل مُستلقياً والطَرف المُصاب بِجانبه ،بحيث يَكون المِرفق مَبسوط وبدون أي حركة للطَرف ،وفي حالة شَلَلُ إيرب-دوشين يَظهر الأثر على الأَعصاب الحِسية ،كَالتالي :
- الأعصاب الحِسية الناقلة للأَوامر (Motor nerve) :

1. الكَتف : عدم المَقدرة على إبعاد الكَتف (Abduction) وتحريكه إلى الإتجاه الوَسطي للجِسم (Medial Rotation).
2. المِرفق : عَدم المَقدرة على بَسطه (Extension).
3. الذِراع : عدم المَقدرة على انِبطاحها (Pronation).

- الأعصاب الحِسية الناقلة للإحساس (Sensory nerve) : تُسبب خَلل في الإحساس في الأجزاء اليُسرى من الأطراف العُلوية.

## التظاهرات
قد يكون الشلل جزئيًا أو كليًا؛ ويمكن أن يتراوح الضرر الذي يصيب كل عصب من الكدمات إلى التمزق. تعد إصابة الجذر ر5 الأكثر شيوعًا (يُعرف أيضًا باسم نقطة إيرب، وتنتج عن اتحاد جذري ر5 ور6)، إذ يشكل النقطة الأبعد ميكانيكيًا عن قوة الجر، وبالتالي يعد العصب الأول والأكثر تأثرًا. يتظاهر شلل إيرب دوشين على شكل متلازمة العصبون الحركي السفلي المترافقة باضطراب الحساسية والظواهر الإنباتية.
تشمل الأعصاب الأكثر إصابةً العصب فوق الكتف والعصب العضلي الجلدي والعصب الإبطي.
تشمل علامات شلل إيرب فقدان الإحساس في الذراع والشلل وضمور العضلة الدالية والعضلة ذات الرأسين والعضلة العضدية. «يعد توضع الطرف في ظل هذه الظروف سمةً مميزة، إذ تتدلى الذراع من الجانب وتكون مدورة نحو الأنسي؛ ويكون الساعد في وضعية البسط والكب. لا يمكن رفع الذراع من الجانب؛ ويفقد المريض كامل القدرة على ثني المرفق بالإضافة إلى استلقاء الساعد». تعد الأذية الناتجة في العضلة ذات الرأسين السبب الرئيسي لهذه الوضعية الجسدية التقليدية التي تسمى عادةً «يد النادل».
إذا حدثت الإصابة في سن مبكرة بما يكفي للتأثير على النمو (مثل حديثي الولادة أو الرضع)، يعاني المريض أغلب الأحيان من توقف النمو في الذراع المصابة ويصبح كامل الذراع بدءًا الكتف وحتى أطراف الأصابع أصغر من الذراع السليمة. يعاني المريض أيضًا من ضعف في النمو العضلي والعصبي والدوراني. يؤدي نقص النمو العضلي إلى جعل الذراع المصابة أضعف بكثير من الذراع السليمة وأقل مفصليةً، إذ لا يستطيع العديد من المرضى رفع الذراع فوق مستوى الكتف دون مساعدة، فضلًا عن إصابة العديد منهم بتقفع المرفق.
قد يؤدي عدم تطور الجهاز الدوراني إلى ضعف شديد في قدرة الذراع على تنظيم درجة حرارته، الأمر الذي يمثل مشكلة أغلب الأحيان خلال أشهر الشتاء، إذ يجب مراقبة حرارة الذراع عن كثب والتأكد من أنها لم تهبط كثيرًا عن حرارة باقي الجسم. مع ذلك، تؤدي أذية الجهاز الدوراني إلى مشكلة أخرى في الذراع. تقلل الأذية من قدرة الجلد على الشفاء، إذ تستغرق الأذية الجلدية وقتًا أطول بكثير من المعتاد للشفاء، وقد تكون التهابات الذراع شائعة جدًا إذا لم تُعقم الجروح في أسرع وقت ممكن.
يمثل الضرر العصبي الجانب الأكثر إشكالية في شلل إيرب غالبًا، ولكنه أيضًا أكثر الجوانب تنوعًا. سُجلت حالات لمرضى فقدوا كامل الإدراك الحسي في الذراع بعد الإجراءات رغم تمتعهم بإدراك حسي تام قبلها. تمثل المنطقة بين الكتف والمرفق المنطقة الأكثر شيوعًا لفقدان الإدراك الحسي (باستثناء الحالات التي تُصاب فيها الذراع بخسارة كاملة)، نظرًا لأن الأعصاب التي تنقل المعلومات من تلك المنطقة إلى الدماغ هي أول الأعصاب المتضررة من الرض الأولي المسبب.

## المَراجع
1. Upper Limb Anatomy Part IIA , Alexandria University Faculty of Medicine ,1st year, page.110